# Nijtap
Nijtap (soms ook gespeld als Nijetap) is een voormalige buurtschap in de gemeente Smallingerland, in de Nederlandse provincie Friesland. Nijtap ligt tussen het noorden van Drachten en Opeinde ter hoogte van de huidige weg Nijtap.

## Geschiedenis
Het dorp Opeinde is ergens tussen 1100 en 1400 ontstaan op de plek van Nijtap.  De straatnaam Nijtap is even na halfweg de 19e eeuw ontstaan nadat er een nieuwe tapperij werd gebouwd in deze hoek. De naam van de buurtschap is afgeleid van deze tapperij. De voormalige buurtschap is in de loop van de tijd opgenomen door Drachten.

### Klokkenstoelen
Ten noorden van Nijtap staat een van de klokkenstoelen in Friesland. Deze klokkenstoel staat op de oude begraafplaats waarop ook het Erehof Opeinde ligt, ter herdenking van slachtoffers van de Tweede Wereldoorlog. Bij de begraafplaats heeft oorspronkelijk de kerk van Opeinde gestaan.
Naast de oude begraafplaats ligt een groot, nieuw crematorium met een uitvaartcentrum genaamd 'Wâldhôf'. Daar werd in 2007 een nieuwe klokkenstoel geplaatst, een kopie van de klokkenstoel die ooit op de Zuiderbegraafplaats in Drachten stond. Eind 2010 werden de drie klokken met de Friese namen Piter, Marije en Marten opgehangen.

### Monumenten
Ten noordwesten van Nijtap staat het oudste huis van de gemeente Smallingerland, het heet sinds 1995 ook 't Oude Huis. De voormalige boerderij is gebouwd in 1668 en sinds 1970 een rijksmonument. In 2016 kreeg de boerderij een ander adres; van Nijtap 3 naar Binnendyks 2. Het rijksmonument is lang in gebruik geweest als Bêd & Brochje voor fietsers en daarna als recreatiewoning. De eeuwenoude lindeboom naast het huis is met een omvang van ongeveer zes meter waarschijnlijk de dikste boom van Friesland.
Nadat de rotonde bij Nijtap tot turborotonde was omgebouwd, werd in 2019 op de rotonde een 'skûtsjemonument' geplaatst ter nagedachtenis aan de skûtsjewerven die Drachten ooit had: De Piip, De Lange Wyk, Buitenstverlaat en de Dwarsvaart. Het monument bestaat uit het skûtsje Hendrika (ooit gebouwd op de werf van Barkmeijer in Stroobos) op een kopie van de oude dwarshelling van Buitenstverlaat. Het skûtsje ligt op vier karren die de vier Drachtster scheepswerven symboliseren.

### It Reindersmabosk
Ter compensatie van het bedrijventerrein bij Nijtap werd in 2015 ten noorden van het tuincentrum Intratuin een circa zes hectare groot natuurgebied aangelegd. Het natuurgebied omvat bos, gras en drassig terrein waardoor er een grote diversiteit aan flora en fauna voorkomt. Bij de inrichting van het gebied werd de lokale vogelwacht betrokken. Op verzoek van dorpsbelang Opeinde werd een wandelpad aangelegd en dorpsbelang bedacht ook de naam van het natuurgebied 'It Reindersmabosk' ter nagedachtenis aan Sake Sietzes Reindersma. In 2023 werd het natuurgebied tot 8,5 hectare vergroot. De uitbreiding van ruim 2 hectare vond plaats ter ere van het 50-jarig jubileum van de Friese Milieu Federatie (FMF) in 2022.

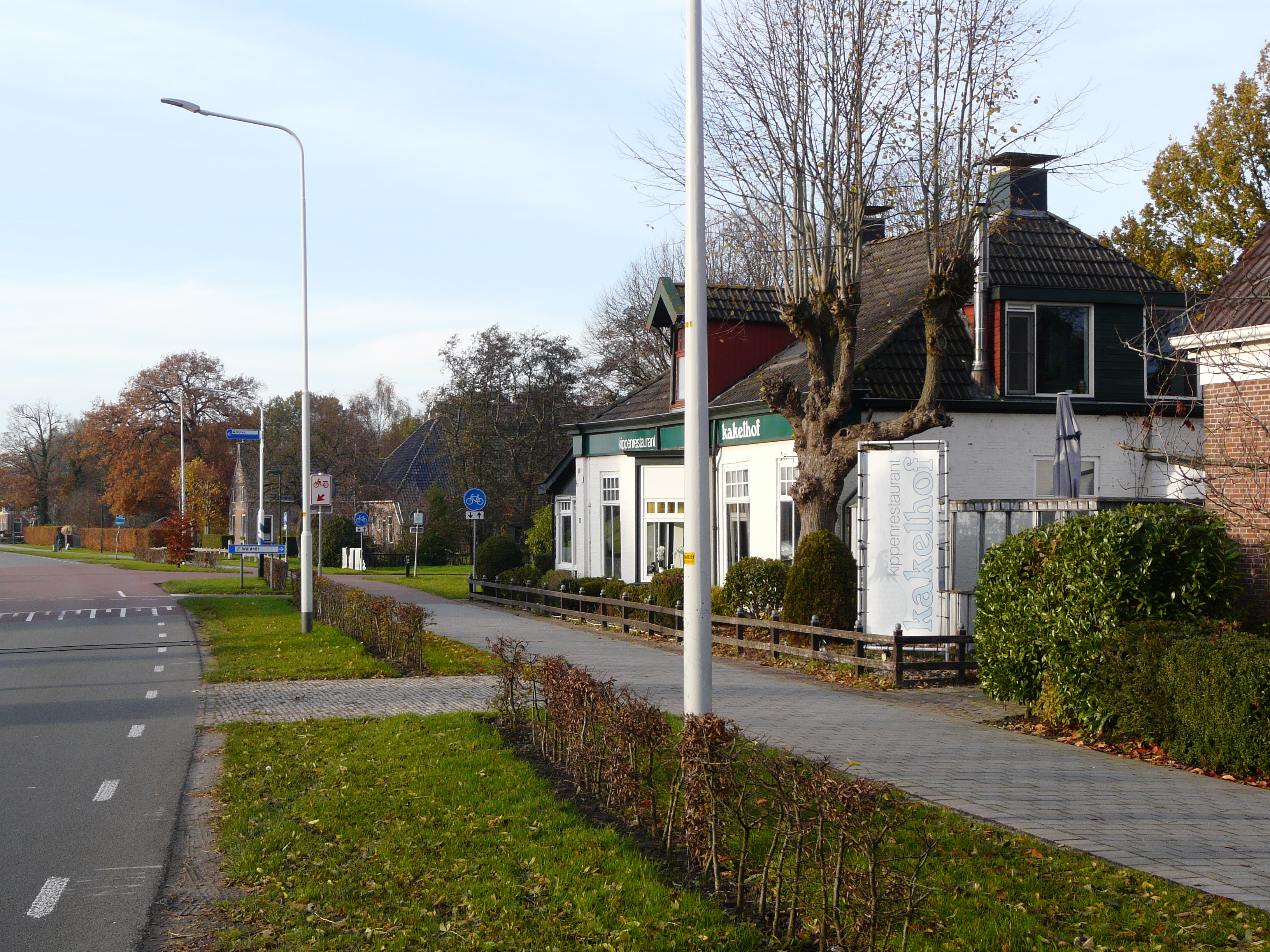
Restaurant in het voormalige café
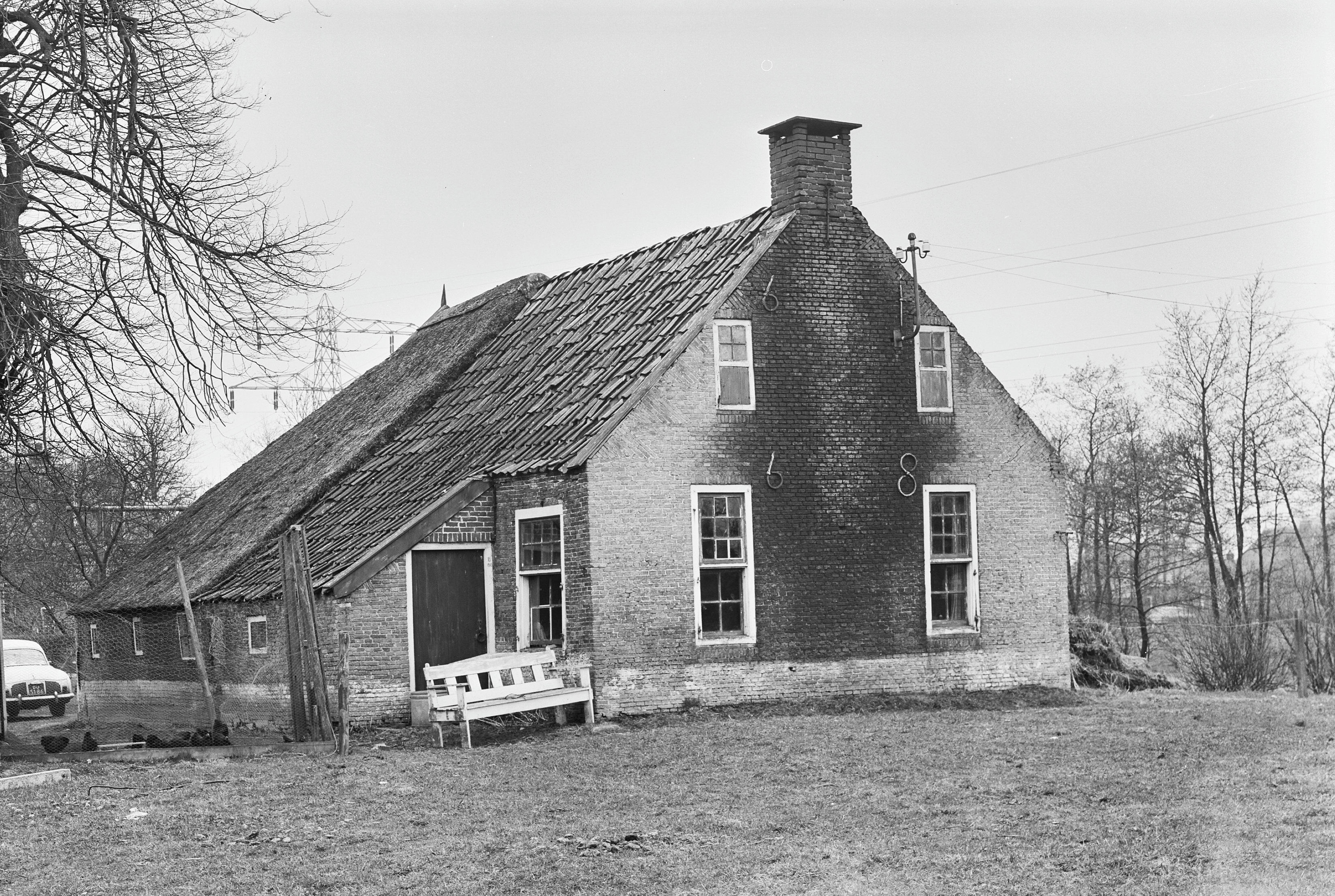
Oudste huis van Smallingerland
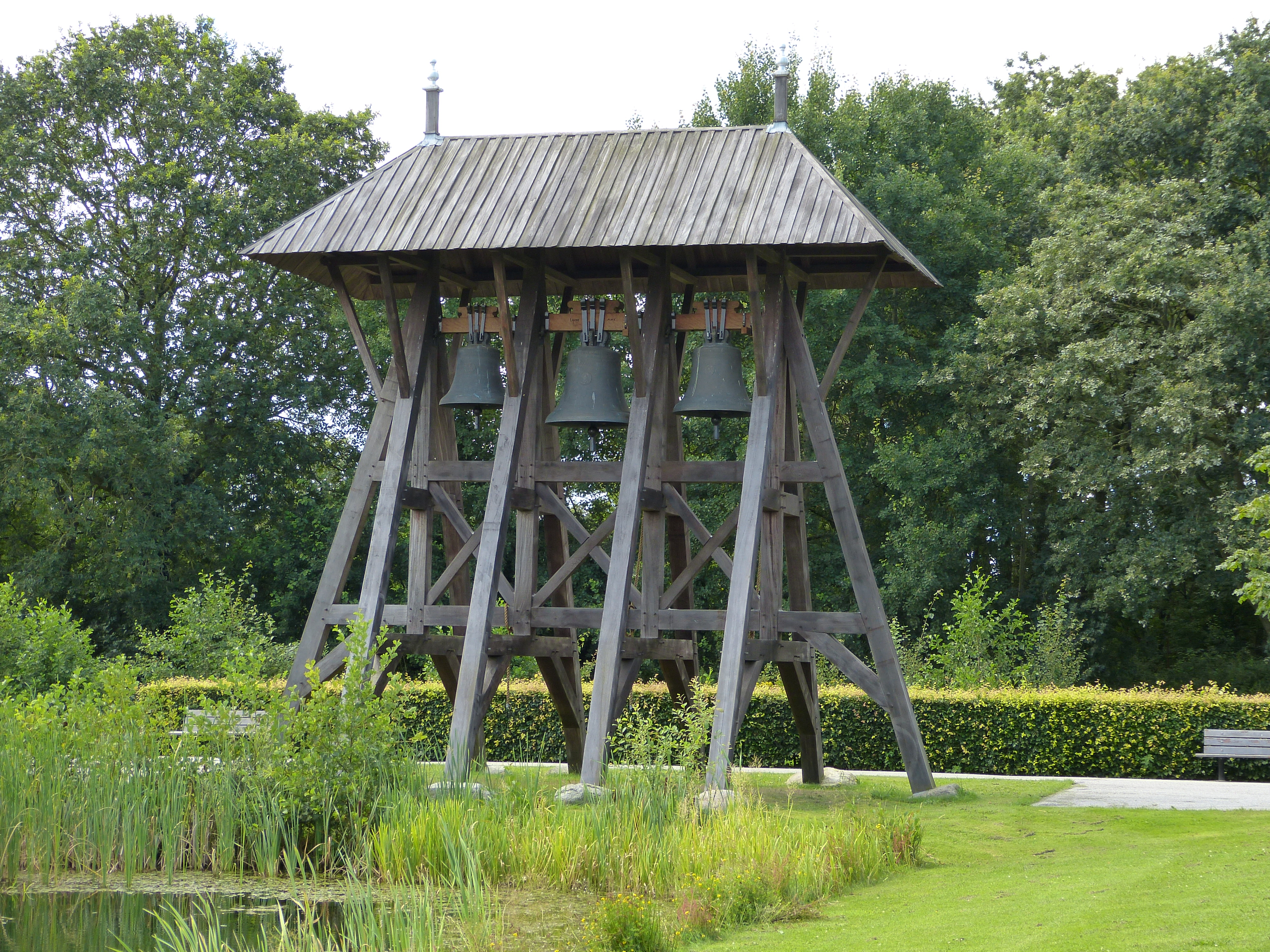
Klokkenstoel bij crematorium en uitvaartcentrum 'Wâldhôf'
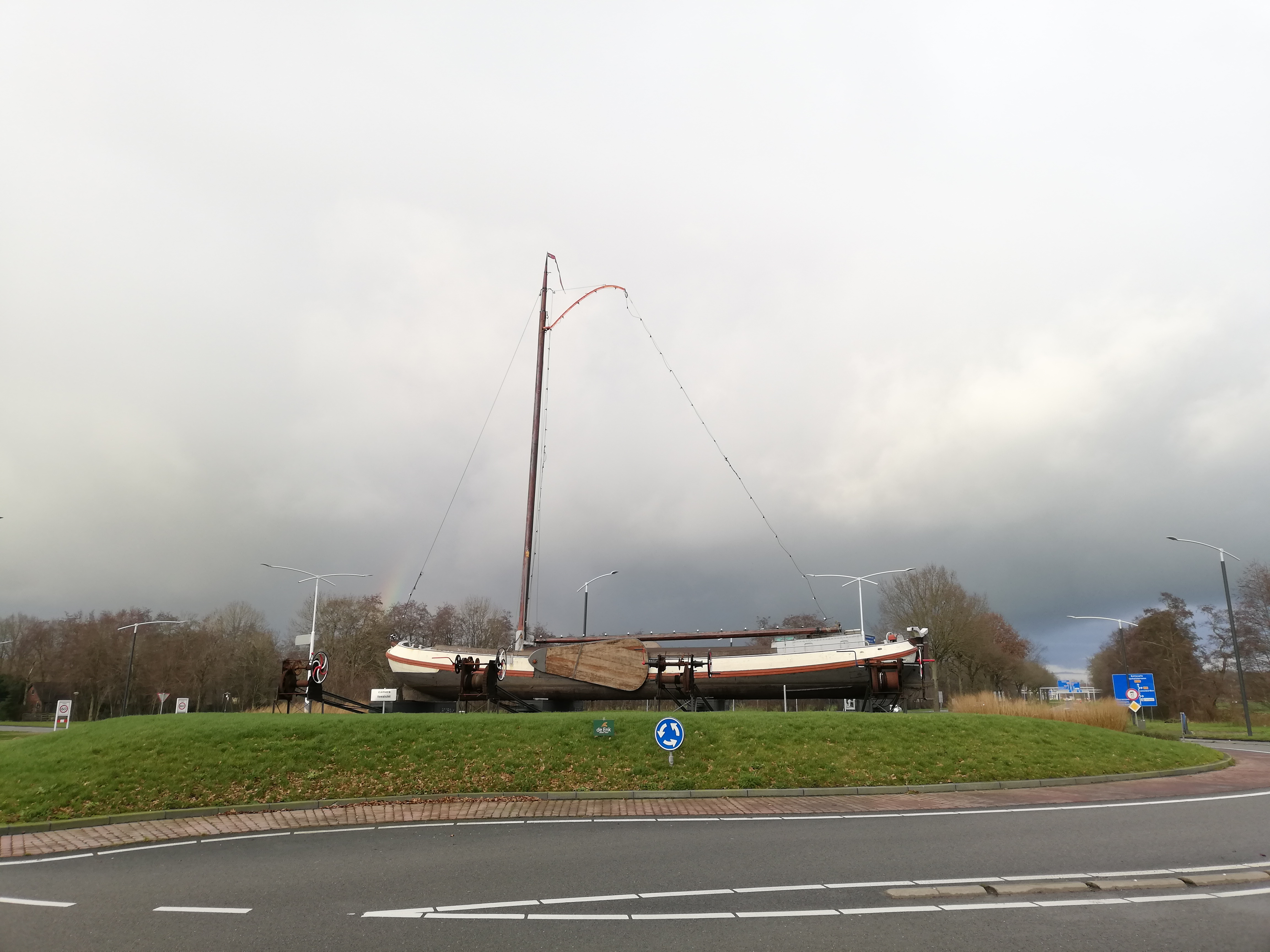
Skûtsje Hendrika  op de rotonde Noorderhogeweg-Nijtap

## Bekende (ex-)inwoners
Een lokaal bekende bewoner van Nijtap was Sake Sietzes Reindersma (1877-1949), dit was een notabele die ook wel bekend stond als de 'suikeroom' van Opeinde omdat hij veel geld uitgaf aan de hulpbehoevende inwoners van Opeinde, Nijtap en Folgeren. Een kunstwerk voor hem werd in 2013 onthuld bij de ingang van de toen net gestarte bouw van de wijk Vrijburgh, aan de rand van Nijtap in Drachten.
Steden, dorpen en gehuchten: Boornbergum · De Tike · De Veenhoop · De Wilgen · Drachten · Drachtstercompagnie · Goëngahuizen · Houtigehage · Kortehemmen · Nijega · Opeinde · Oudega · Rottevalle · Smalle Ee

Buurtschappen: Buitenstverlaat · De Gaasten · De Kooi · Egbertsgaasten · Hooidammen · Luchtenveld · Middelburen · Noorderend · Opperburen · Siteburen · Uiteinde · Wierren · Zandburen · Zuidereind 

Friesland: Steden en dorpen      Nederland: Provincies · Gemeenten